# Calophyllum parviflorum
Calophyllum parviflorum är en tvåhjärtbladig växtart som beskrevs av Boj. och John Gilbert Baker. Calophyllum parviflorum ingår i släktet Calophyllum och familjen Calophyllaceae. Inga underarter finns listade i Catalogue of Life.